# Южаково (Троїцький район)
Южа́ково (рос. Южаково) — село у складі Троїцького району Алтайського краю, Росія. Входить до складу Южаковської сільської ради.

## Населення
Населення — 80 осіб (2010; 123 у 2002).
Національний склад (станом на 2002 рік):
- росіяни — 98 %